# Pułapka na myszy Walta Disneya
Pułapka na myszy Walta Disneya – debiutancki zbiór 10 opowiadań chorwackiego pisarza Zorana Fericia. Ukazał się w Chorwacji w 1996, w 2007 został przetłumaczony na język polski. W Chorwacji książka została wyróżniona nagrodą Dekady dla najlepszej książki dziesięciolecia.
Spis opowiadań:
- Przegoń doktora
- Kobieta w lustrze
- Pułapka na myszy Walta Disneya
- Krpez gramofon
- Legenda
- Kobieta, u której wykryto raka macicy
- Herbata na Saharze
- Fałszerze pieniędzy
- Alexis Zorbas
- Historia Kobiety PRZED